# 10:04 (romance)
10:04 é o segundo romance do escritor americano Ben Lerner.
A obra foi publicada nos Estados Unidos em 2014, pela editora Farrar, Straus and Giroux. No Brasil foi publicado em 2018, pela editora Rocco, com tradução de Maira Parula.

## Descrição
O romance é classificado como dos gêneros de autoficção e metaficção. Narrado em primeira pessoa, por um romancista de 33 anos que mora na cidade de Nova York, e foi diagnosticado com um problema cardíaco que pode ser fatal, o livro trás a tona temas como amor, arte, urbanismo, doença, filhos e escrita.

## Recepção
A recepção crítica de 10:04 é considerada positiva.

## Prêmios
O romance foi selecionado para o Prêmio Folio de 2014.
1. ↑  Garner, Dwight (3 de setembro de 2014). «With Storms Outside, Inner Conflicts Swirl». New York Times. Consultado em 24 de fevereiro de 2015
2. ↑  «'10:04': retrato sensível e melancólico dos dilemas de uma geração | VEJA Recomenda». VEJA. Consultado em 13 de abril de 2023
3. ↑  «WARM CORE: The Unusually Associative Cyclonic System of Ben Lerner's 10:04». 18 de dezembro de 2014
4. ↑  Tierra Innovation (9 de fevereiro de 2015). «The 2015 Folio Prize Shortlist». theparisreview.org. Consultado em 7 de março de 2015

## Ligações Externas
- Resenha por Hari Kunzru no The New York Times
- Resenha de Catherine O'Flynn no The Guardian
- Resenha de Jonathan Gibbs no The Independent